# Marente de Moor
Marente de Moor (La Haya, 1972) es una novelista y columnista neerlandesa. Ha publicado tres novelas y dos colecciones de columnas. Ganó el AKO Literatuurprijs (2011) y el Premio de Unión Europea para Literatura (2014) por su novela De Nederlandse maagd (2010).

## Biografía
Marente de Moor nació en 1972 en La Haya en los Países Bajos. Es hija de la escritora y profesora de piano Margriet de Moor (nacida en 1941) y del artista visual Heppe de Moor (1938–1992). Estudio literatura y lengua eslavas en el Universidad de Ámsterdam graduándose en 1999. Residió en Rusia entre 1991 y 2001.
De Moor era un columnista para De Groene Amsterdammer. Una colección de sus columnas en De Groene estuvo publicado como Petersburgse Vertellingen en 1999. Desde 2009, es una columnista para Vrij Nederland (VN). Una colección de sus columnas en VN se publicó como Kleine vogel, grotre man, en el año 2013.
Su debut en la ficción fue la novela De overtreder en 2007. En segundo lugar De Nederlandse maagd estuvo publicado en 2010 y ganó el AKO Literatuurprijs en 2011 y el Premio de Literatura de la Unión Europea en 2014. Su tercera novela Roundhay, tuinscène estuvo publicada en el 2013.

## Premios
- AKO Literatuurprijs (2011) por De Nederlandse maagd[5]
- Premio de la Unión Europea para Literatura (2014) por De Nederlandse maagd[6]

## Obras
- Petersburgse vertellingen. Jaren in Rusland. Amsterdam: Querido. 1999. ISBN 90-214-0285-8.
- De overtreder. Amsterdam: Querido. 2007. ISBN 978-90-214-3353-0.
- De Nederlandse maagd. Amsterdam: Querido. 2010. ISBN 978-90-214-3842-9.
  - La virgen holandesa (Marta Arguilé, trad.). Madrid: Editorial Bercimuel. 2013. ISBN 978-84-121404-6-0.
- Roundhay, tuinscène. Amsterdam: Querido. 2013. ISBN 978-90-214-4996-8.
- Kleine vogel, grote man. Maartensdijk: B for books. 2013. ISBN 978-90-8516-283-4.
- Gezellige verhalen. Amsterdam: Querido. 2015. ISBN 978-90-214-5887-8.
- Foon. Amsterdam: Querido. 2018. ISBN 978-90-214-1200-9.
- De schoft. Amsterdam: Querido. 2023. ISBN 978-90-214-7553-0.